# Herculesramp
De Herculesramp is een vliegtuigramp die op 15 juli 1996 plaatsvond op Vliegbasis Eindhoven. De ramp met de Belgische C-130 Hercules kostte 34 inzittenden het leven. 

## Ramp
Om twee minuten over zes 's avonds stortte het transporttoestel met totaal 41 inzittenden, vier Belgische bemanningsleden en 37 jonge leden van het Fanfarekorps van de Nederlandse Koninklijke Landmacht op vliegbasis Eindhoven neer. De luchtverkeersleider vertelde de brandweercommandant na het neerstorten niet hoeveel passagiers er in het vliegtuig zaten. Hierdoor ging de brandweercommandant ervan uit dat er alleen bemanning in het vliegtuig zat, waardoor de brandweer eerst begon met bluswerk in plaats van reddingswerk. 

## Bemanning
- Peter "Gigi" Gielen (26 jaar), kapitein vlieger. Hij woonde in Val-Meer en haalde zijn brevet in mei 1991 en was sinds augustus 1992 lid van de 15de wing op vliegbasis Melsbroek.
- Dimitri Vandereyken (26 jaar), copiloot. Hij woonde in Hasselt en haalde zijn brevet in augustus 1994.
- Guy Verdonkt (47 jaar), sergeant-chef en ladingmeester. Hij woonde in Oudenaarde en was al lid van de 15de wing sinds 1975.
- Horst Vomberg (31 jaar), sergeant-majoor en boordtechnicus. Hij woonde in Eupen en was lid van de 15de wing sinds januari 1994.

De vier bemanningsleden kregen postuum het kruis van ridder in de Leopoldsorde.

## Beschrijving crash
De crash is in directe zin te wijten aan een zwerm spreeuwen die tijdens de nadering in de twee motoren (nr 1 en 2) aan de linkerkant van het vliegtuig terechtkwamen. Op lage hoogte besloot de bemanning om een doorstart te maken, en besloot bovendien om motor nr 3 uit te schakelen. Tijdens de doorstart maakte het vliegtuig een scherpe bocht naar links en verongelukte.

## Nasleep
In 2001 werd er door het Openbaar Ministerie 150 uur dienstverlening en drie maanden voorwaardelijke gevangenisstraf geëist wegens individuele fouten gemaakt door het tweetal van de Koninklijke Luchtmacht (verkeersleiding en brandweercommandant). Er waren volgens het OM door het foute handelen onnodig veel slachtoffers gevallen. 
Op 1 maart 2001 werden de luchtverkeersleider en de brandweercommandant op alle punten vrijgesproken door de militaire rechtbank in Arnhem. De rechtbank concludeerde dat betere informatie, snellere reddingsacties of het inzetten van de regionale brandweer niet had kunnen leiden tot minder slachtoffers. De vrijgesproken medewerkers die kort na de ramp werden ontheven uit hun functies, kregen in 2004 officiële excuses aangeboden en een financiële vergoeding van de Koninklijke Luchtmacht.
Door nabestaanden is de Stichting Herculesramp 1996 opgericht. Ze streeft de belangen na van de nabestaanden en organiseert herdenkingen en ontmoetingsdagen. Ze zet zich ook in voor de bevordering van de veiligheid bij militair luchtvervoer.

## Monumenten
In 1997 is op vliegbasis Eindhoven een bezinningsplek en monument geopend, naar ontwerp van Hans van Eerd. Het is alleen toegankelijk voor nabestaanden.

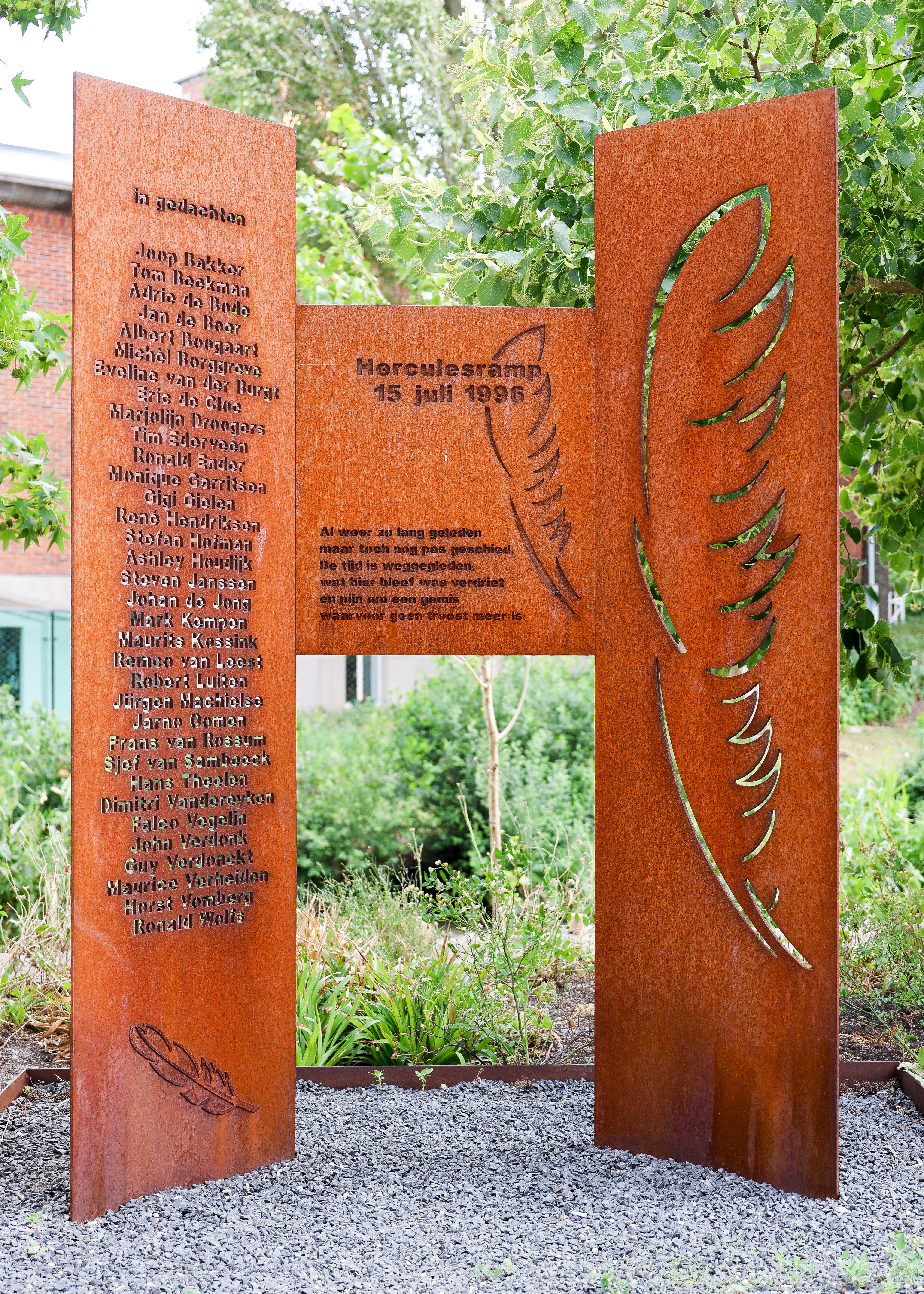
Monument voor de Herculesramp, bij het stadhuis van Eindhoven

Op 15 juli 2016, precies 20 jaar na de ramp, werd bij het stadhuis van Eindhoven een openbaar monument onthuld, ook van Hans van Eerd. In tegenstelling tot het eerste monument is dit monument voor iedereen toegankelijk.